# 小行星14429
小行星14429（14429 Coyne）是一颗绕太阳运转的小行星，为主小行星带小行星。该小行星于1991年12月3日发现。

## 轨道参数
小行星14429的轨道半长轴为2.4398406 UA，离心率为0.303。